# Свиязький Успенський монастир
Свиязький Богородице-Успенський чоловічий монастир — діючий чоловічий монастир Казанської єпархії Татарстанської митрополії Російської православної церкви (Московський патріархат), колиска православ'я Казанського краю і Поволжя. Є об'єктом всесвітньої спадщини ЮНЕСКО.

## Історія
Свиязький Богородице-Успенський чоловічий монастир був заснований в 1555 році одночасно з заснуванням Казанської єпархії. Засновником монастиря і його першим настоятелем став архімандрит Герман (Садирев-Полев), який пізніше став другим архієпископом Казанським, (1564- 1566) прославлений в лику святих як святитель Герман, Казанський чудотворець. Його мощі — головна святиня монастиря з 1592 року.
Свиязький Богородице-Успенський чоловічий монастир — головний православний духовно-просвітницький і місіонерський центр Казанської єпархії і Середнього Поволжя протягом XVI—XVIII століть. За збереженими відомостями, друкарня для друку Святого Письма і богослужбових книг з'явилася в монастирі ще при святителі Германі — раніше, ніж друкарня Івана Федорова в Москві.
У XVI—XVIII столітті монастир був найбагатшим в Середньому Поволжі і входив в число 20 найбагатших в Росії. За свиязьким архімандритом було закріплено 7-е місце за значимістю на Русі. На землях монастиря напередодні реформи 1764 року значилося 7200 чоловічих селянських душ — стільки ж, скільки у всіх інших монастирях Казанської єпархії, разом узятих.
За монастирської реформи 1764 року монастир зведений в I клас — вищий для монастирів Російської імперії. До 1809 року був єдиним першокласним в Казанській єпархії (з 1809 року цей статус отримав і Казанський Богородицький монастир).
Збідніння в XIX столітті міста Свиязька, а також наслідки секуляризації церковних земель 1764 року привели монастир до занепаду. Братія, колись перевищувала 100 чоловік, а до початку XX століття ледь сягала 20-25 ченців і послушників, доходи монастиря стали поступатися доходам інших монастирів єпархії.
9 серпня 1918 року червоноармійцями був по-звірячому вбитий без суду останній настоятель обителі — єпископ Свиязький Амвросій (Гудко), прославлений в лику Собору новомучеників і сповідників Церкви Руської в 2000 році.
В роки становлення радянської влади монастир був закритий і розграбований, а рака з мощами святителя Германа розкрита червоногвардійцями. Згодом, мощі приховали під престолом цвинтарного храму Ярославських чудотворців міста Казані, а в 2000 році знову повернуті в Свиязьк.
За радянських часів територію обителі займала психіатрична лікарня, яка в 1994 році була виведена.
У 1997 році Свиязький Богородице-Успенський чоловічий монастир був офіційно відроджений.
14 червня 2019 року в монастирі була відреставрована і відкрита меморіальна келія засновника монастиря святителя Германа (Садирева-Полева). 28 серпня того ж року митрополит митрополит Казанський і Татарстанський Феофан (Ашурков) освятив відреставрований Успенський собор монастиря. 20 серпня в монастирі був відновлений пам'ятник преподобному Сергію Радонезькому, створений в кінці 1990-х років з благословення ігумена Кирила (Коровіна), проте втрачений при реконструкції монастиря — його виявили закопаним в землю біля вівтарної частини Успенського собору.

## Архітектурний ансамбль
Ансамбль монастиря представляє унікальну історико-архітектурну цінність, по якій він не має собі рівних в Середньому Поволжі. Найдавніші його храми — Успенський собор (1561) і Нікольська трапезна церква (1556) з 43-метровою дзвіницею — визнані шедеври російського зодчества XVI століття. Особливо цінний для мистецтвознавців Успенський собор і його фрески того ж 1561 року. Це пам'ятник в стилі псковсько — новгородських храмів (передбачувані архітектори — Постник Яковлєв та Іван Ширяй). У XVIII столітті він отримав новий купол в стилі українського бароко і 12 візерункових барокових кокошників, але в іншому його вигляд XVI століття залишився незмінним.
Фрески всередині собору займають загальну площу 1080 м². Це один з двох храмів Росії, де зберігся повний цикл настінного живопису епохи Івана Грозного (другий — собор Спасо-Преображенського монастиря в Ярославлі). Взагалі, російський фресковий живопис XVI століття відомий, головним чином, лише на прикладі названих соборів: збереглося багато давніших і пізніших фресок, але по XVI століттю є велика прогалина. У цьому сенсі, свиязькі розписи є всесвітнім раритетом. Найбільш знамениті їх композиції: «Вітчизна» («Новозавітна Трійця») в куполі, «Успіння Божої Матері» в вівтарі, «Розп'ятий Христос на грудях Бога Саваофа» в одному з вітрил зводу, «Хода праведних в рай», «Святий Христофор» (одна з небагатьох старовинних збережених фресок, де цей святий, згідно апокрифічною версією зображений з кінською головою). Унікальне і те, що розписи західної стіни не містять традиційної композиції геєни вогненної, зображуючи лише райські обителі.
Інші пам'ятки монастиря відносяться до рубежу XVII—XVIII ст .: т. н. архієрейський, настоятельський і братський корпуси. Вознесенський надбрамний храм (кін. XVII ст.) і храм св. Германа Казанського і Митрофана Воронезького (XIX ст.) були зруйновані за радянських часів.
Майже кілометрова огорожа монастиря, що надає йому вид кремля, відноситься до XVIII—XIX ст.

## Схема

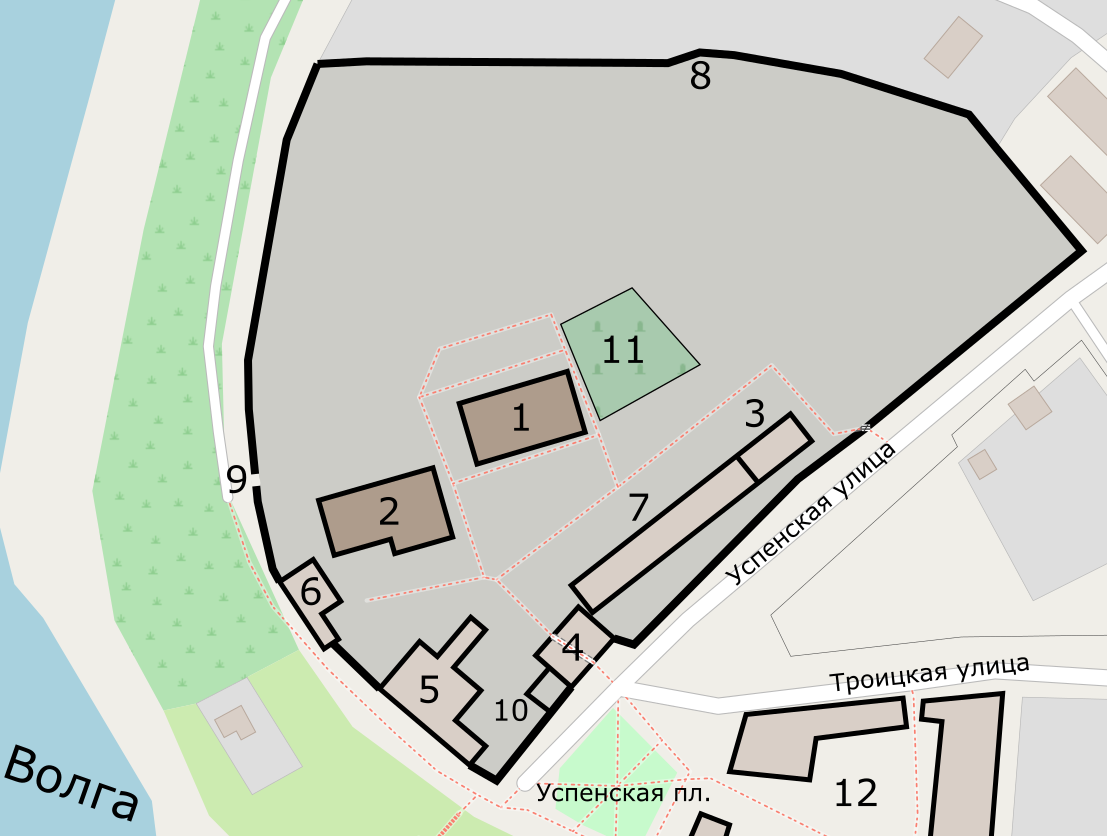

1. Собор Успіння Пресвятої Богородиці
2. Церква свт. Миколи Чудотворця
3. Церква прп. Германа Казанського і прп. Митрофана Воронезького
4. Церква Вознесіння Господнього над Святими воротами
5. Архієрейський корпус
6. Монастирське училище
7. Братський корпус
8. Огорожа
9. Господарські ворота
10. Баня
11. Некрополь
12. Господарський двір

## Адреса та проїзд
Свиязьк, Зеленодольський район, Республіка Татарстан, 422500.
Проїзд: від річкового вокзалу Казані до річкового вокзалу «Свиязьк».
Проїзд: Федеральна автомобільна дорога М7 «Волга» (Горьковське шосе). Казань — Свиязьк (до 70 кілометрів, після моста через річку Свіягу і наступного за ним поста поліції (село Ісаково) побудована автомобільна розв'язка — поворот наліво, далі за вказівниками.
Проїзд: Приміський залізничний вокзал Казані, західний напрямок електропоїздів, (наприклад: Канаш, Буа, Албаба, ж/д станції Свиязька), далі на автомобілі 15 км.
Офіційний сайт Свиязького Богородице-Успенського чоловічого монастиря: http://sviyazhsk-monastery.ru/ [Архівовано 11 серпня 2020 у Wayback Machine.]

## Галерея

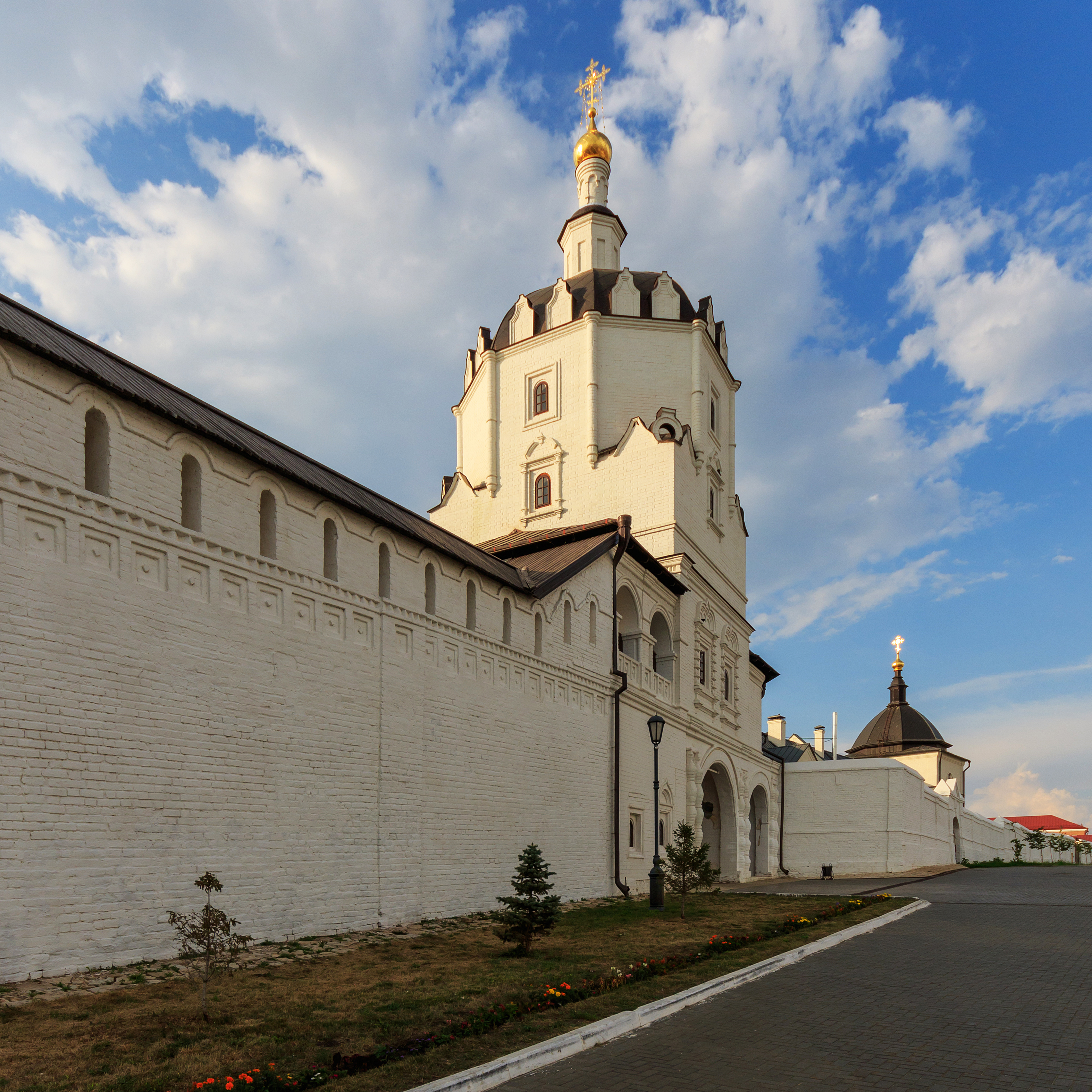
Надбрамна дзвіниця
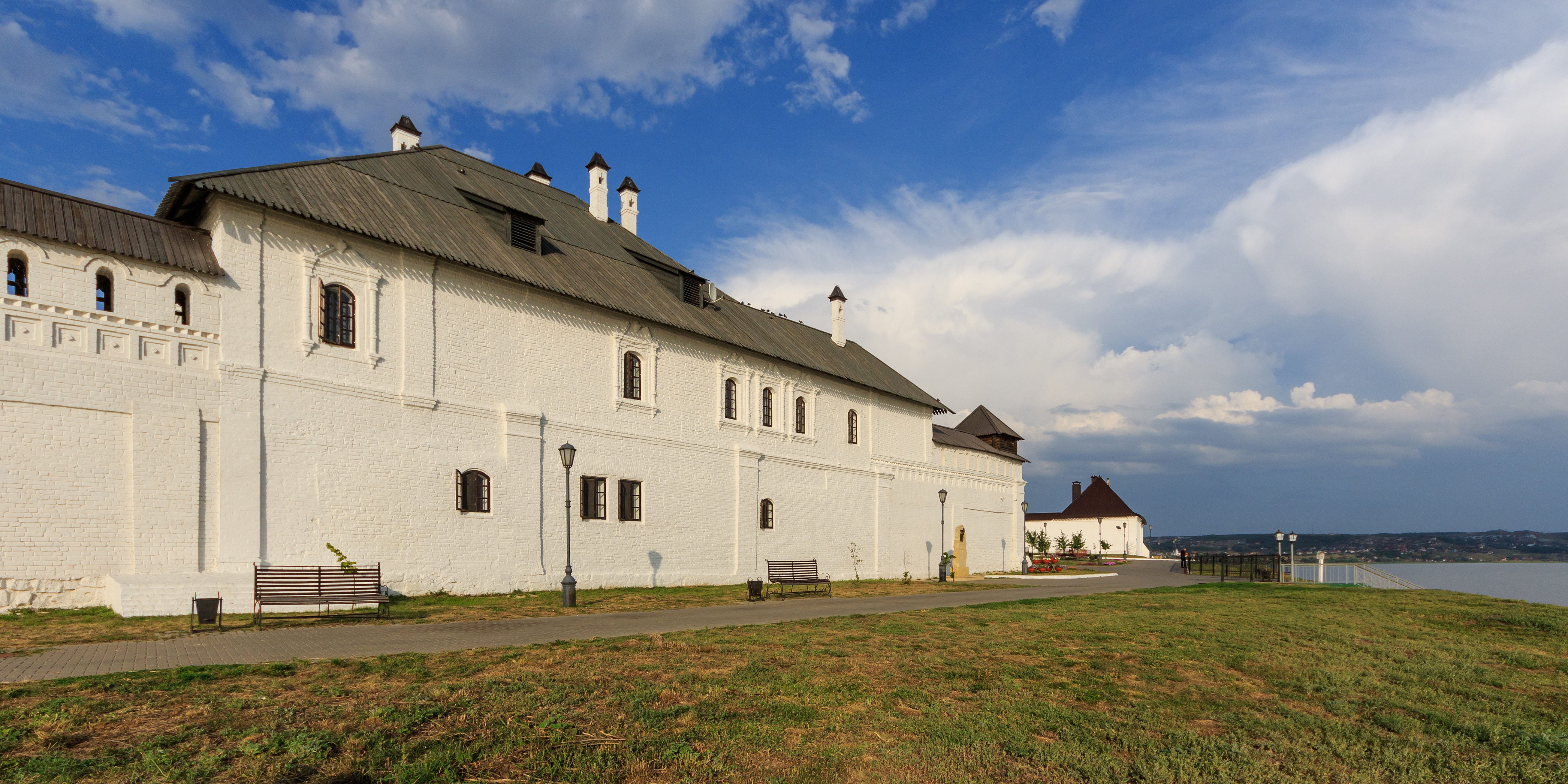
Архімандритський корпус
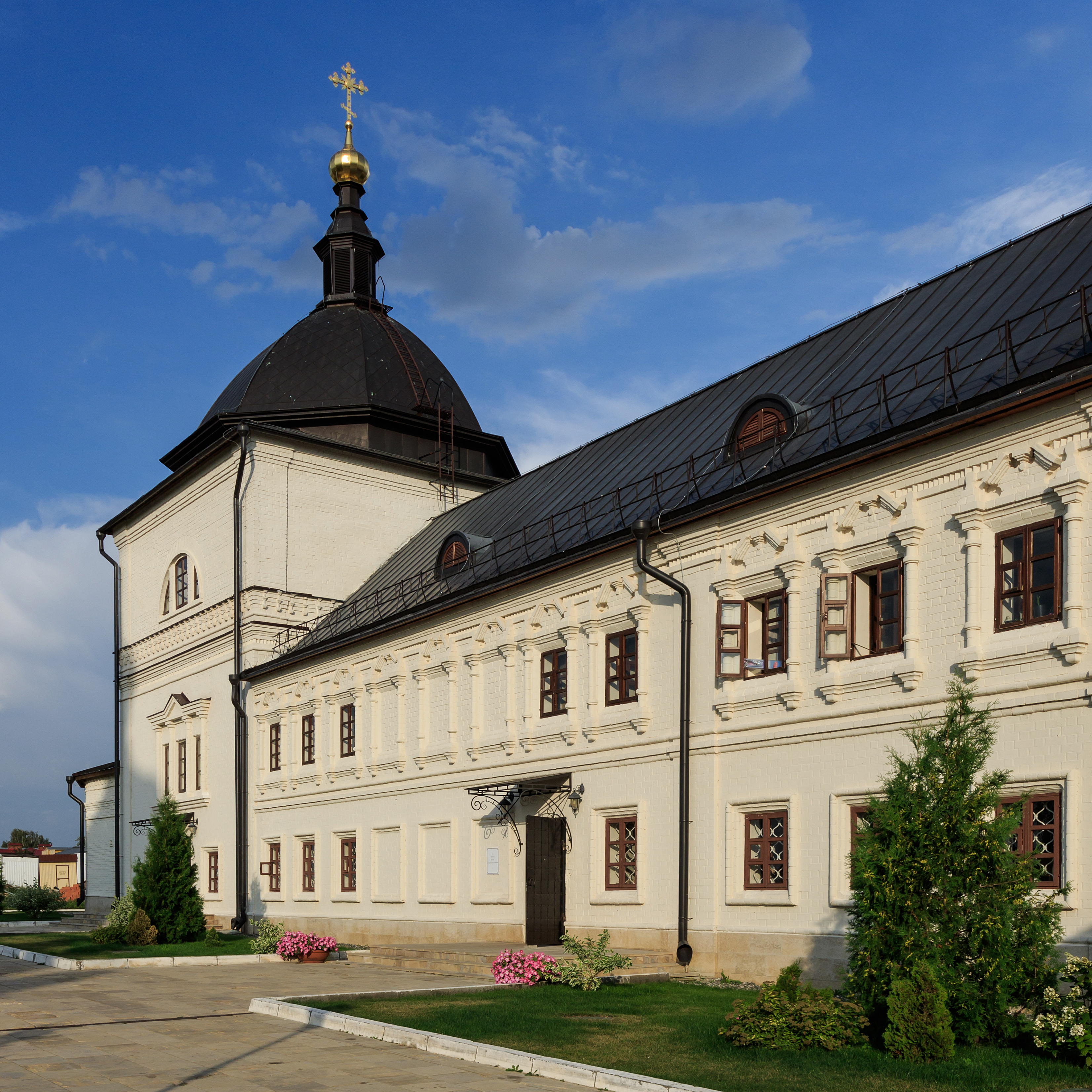
Братський корпус
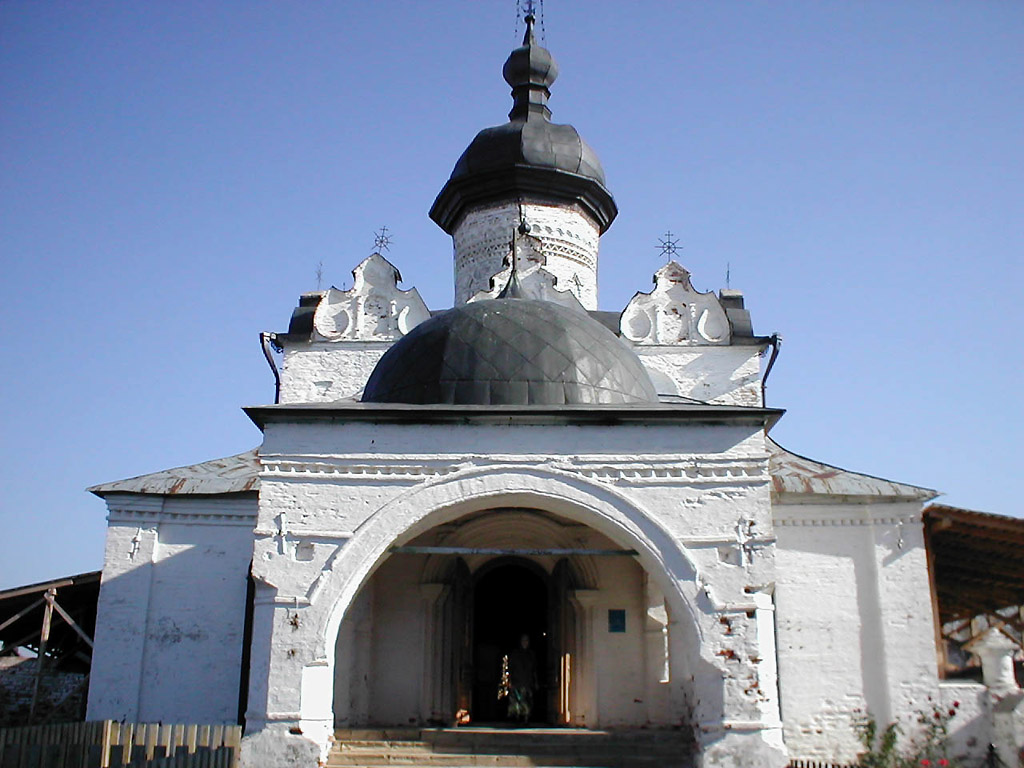
Успенський собор
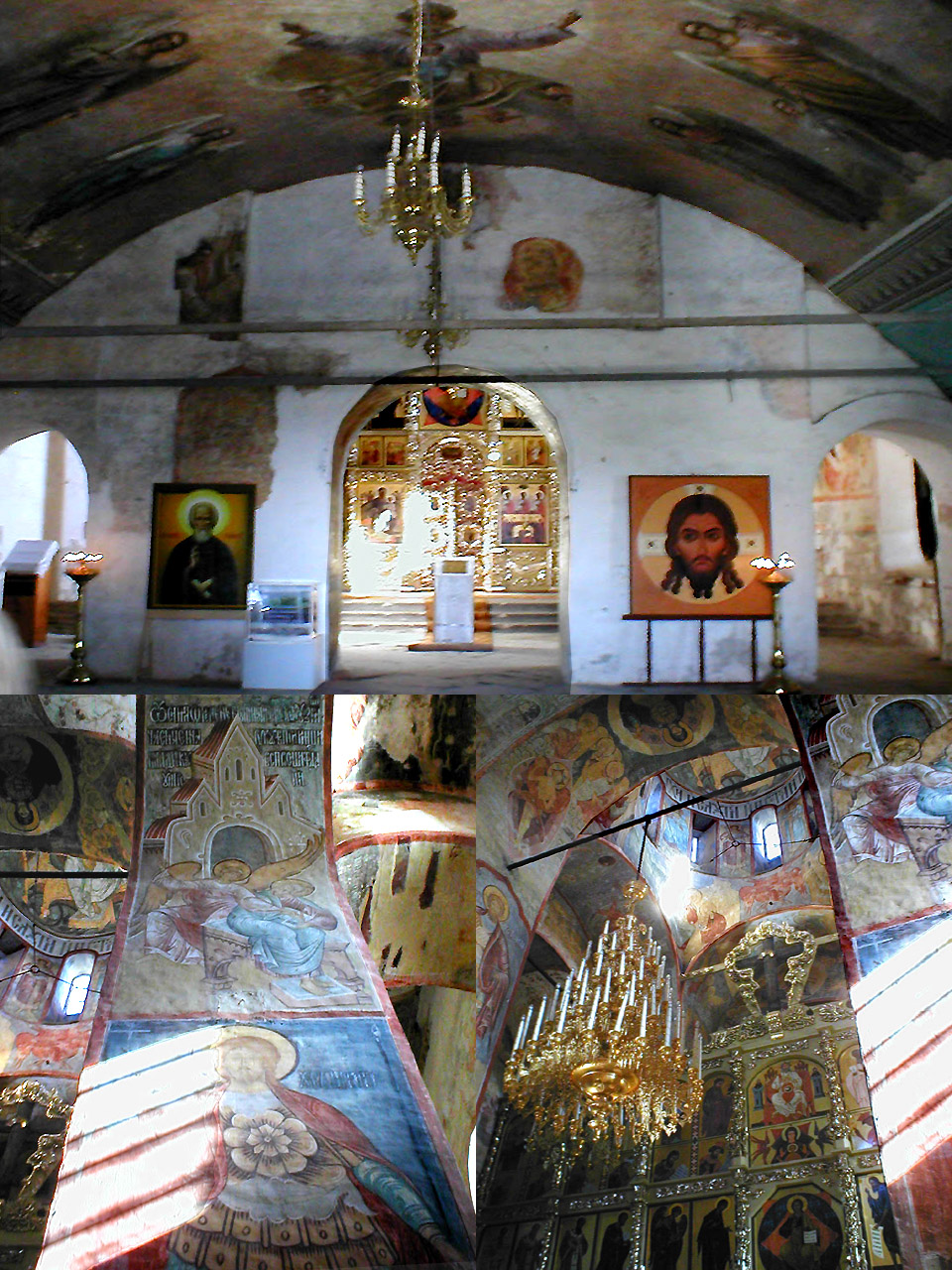
Інтер'єр Успенського собору